# (4675) Ohboke
(4675) Ohboke est un astéroïde de la ceinture principale.

## Description
(4675) Ohboke est un astéroïde de la ceinture principale. Il fut découvert le 19 septembre 1990 à Geisei par Tsutomu Seki. Il présente une orbite caractérisée par un demi-grand axe de 2,41 UA, une excentricité de 0,17 et une inclinaison de 4,5° par rapport à l'écliptique.

## Compléments